# Montorroio
El Montorroio és una muntanya de 2.862,4 m. d'altitud que termeneja entre els municipis de la Torre de Cabdella (Pallars Jussà) i Sort (Pallars Sobirà) (a l'antic terme de Llessui). En el seu cim hi ha el vèrtex geodèsic 262072001.

## Situació
Del pic de la Mainera, als pirineus axials, es desprèn cap al sud un gran cordal que fa de partió entre les conques fluvials de la Noguera Pallaresa i del seu afluent el Flamisell. El Montorroio s'aixeca al fil d'aquesta carena, entre la Pala Pedregosa i el Montsent. Les seves pales, per ponent, presideixen la verda i suau Coma d'Espòs, petita vall glacial suspesa sobre el circ i embassament de Sallente, a l'extrem oriental de la capçalera del Flamisell, a la Vall Fosca. Els seus vessants de llevant cauen més vertiginosament sobre el barranc de Berastí i el Clot de la Mainera.
Està enclavat dins la zona perifèrica de protecció del Parc Nacional d'Aigüestortes i Estany de Sant Maurici.

## Geomorfologia
Els materials que formen el Montorroio pertanyen al paleozoic. Tenen una antiguitat de més de 400 milions d'anys. Les pissarres i calcàries del Devonià (fàcies "griotte") ocupen les parts altes i les lutites negres del silurià afloren a la base. Tots ells han estat sotmesos a un intens metamorfisme per estar situats a l'aurèola de contacte amb el gran batòlit granític de la Maladeta que apareix a la immediata Pala Pedregosa.
Les roques paleozoiques són fàcilment erosionables, motiu pel qual les muntanyes resultants, com el cas del Montorroio, acostumen a presentar formes i relleus poc enèrgics, amb lloms arrodonits i suaus, fins i tot monòtons, i cims poc remarcables. Els vessants del Montorroio, sobretot el que cau sobre la Coma d'Espòs, estan totalment recoberts d'esbaldregalls versicolors, a causa del procés de meteorització a què estan sotmeses les roques. Presenten un intens color vermell (roi en pallarès) propi del Devonià amb pinzellades negres del silurià. El contrast amb els colors clars i relleus més abruptes i esvelts de la veïna zona granítica és notable.

## Rutes

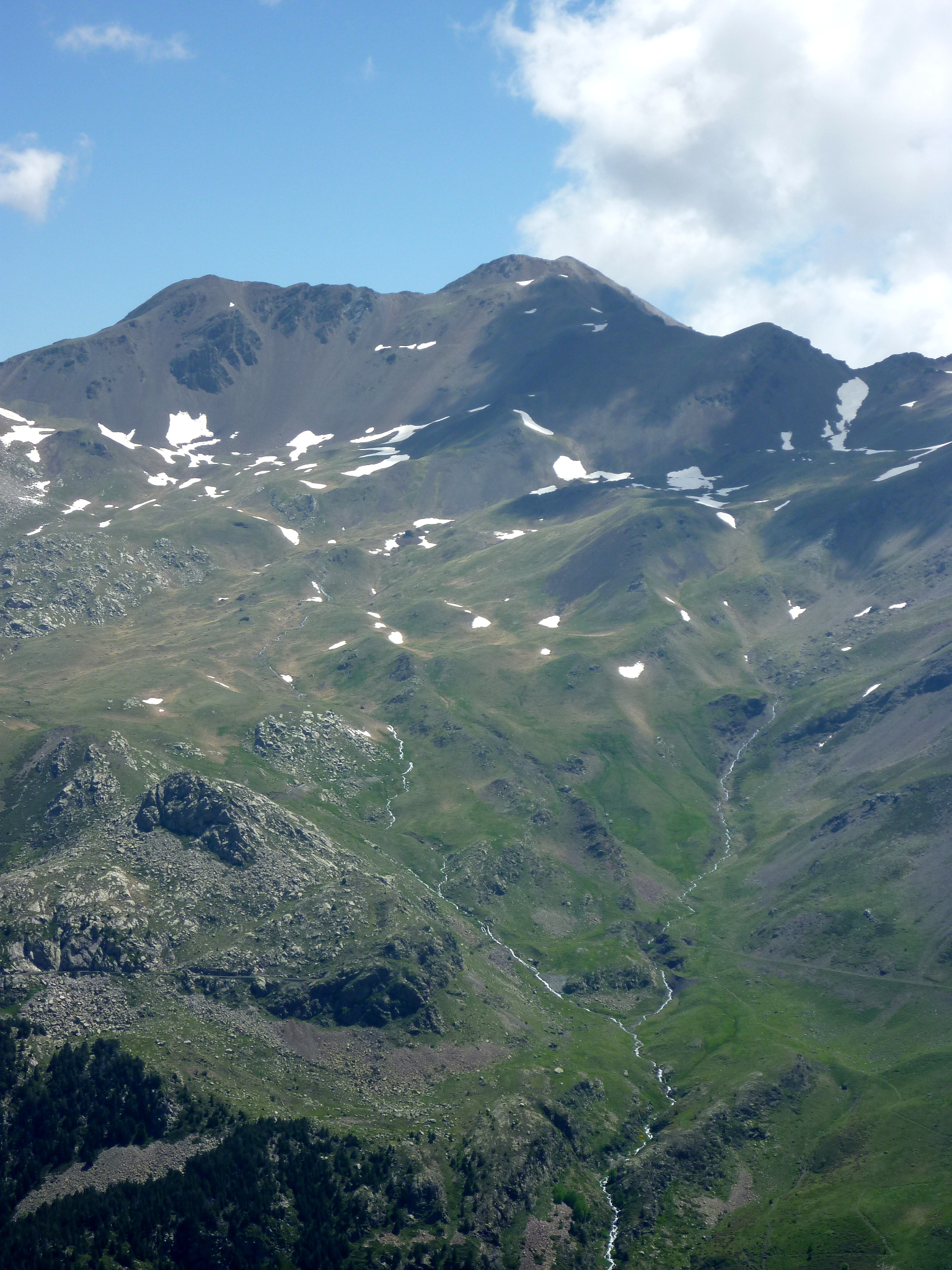
El Montorroio sobre la Coma d'Espòs

Les ascensions al Montorroio, tant des de la Vall Fosca com per la banda de Llessui, són fàcils:
- Des d'Estany Gento: l'ús del telefèric Sallente-Estany Gento facilita aquesta ruta. De l'extrem sud de la presa de l'estany un camí s'enfila pel Serrat del Bony de Cornera, a prop del torrent que porta les aigües de la Coma d'Espòs. Cal seguir-lo fins a un estanyet superior que fa de regulador d'aigües. Per glevers es puja al Torrent de la Coma d'Espòs, la Coma Plana, i el Coll d'Entremonts(42° 29′ 44.08″ N, 1° 1′ 21.87″ E / 42.4955778°N,1.0227417°E) des d'on per la carena i direcció nord-est s'accedeix al cim.[11] Si s'inicia la ruta a la presa de Sallente, pel canal de Pigolo, en arribar a les vies de carrilet cal creuar-les i enfilar-se directament per la Coma d'Espòs fins a enllaçar amb la ruta anterior.[11]
- Des de Llessui: En 4x4 sortir de Llessui per la pista que mena a l'antiga estació d'esquí i seguix fins al Coll del Triador. Es deixa la que porta a la cambra d'aigües de Cabdella i es pren la de la dreta en direcció a Espot. A l'indret de l'Estanyet (42° 29′ 25.26″ N, 1° 2′ 24.19″ E / 42.4903500°N,1.0400528°E) es deixa el vehicle i es puja pel proper Barranc d'Entremonts fins al Coll del mateix nom i des d'allí, al cim.